# Entrada de bous i cavalls
L'Entrada de bous i cavalls, en castellà Entrada de toros y caballos, és una festa popular de la ciutat valenciana de Sogorb (Alt Palància) declarada festa d'interés turístic internacional.
L'entrada és l'acte més rellevant de la setmana taurina de Sogorb, que té lloc cada dia de la setmana del segon dissabte de setembre a les dues del migdia. Des dels anys noranta, era retransmesa en directe en l'extint Canal 9 de Radiotelevisió Valenciana i la televisió local de Sogorb. Hi participen sis bous i aproximadament el doble de cavalls.
La primera documentació que menciona esta festa és del segle XIV i fa referència al costum de dur els bous a la plaça. La seua excepcionalitat consistix en l'ús de cavalls per a guiar els bous i en l'absència de barreres de contenció per als animals, fet que convertix el públic en l'únic mur que impedix la seua fuga. Açò fa que el minut que tarden els animals a recórrer la distància que hi ha entre la torre del Botxí i la plaça siga d'una gran bellesa plàstica no exempta d'un cert perill.